# فريد القرني
فريد القرني (مواليد 6 يناير 1987) هو لاعب كرة قدم سعودي .

## مسيرة اللاعب
لعب سابقاً لأندية الاتحاد و الأنصار و ضمك و الوطني و القلعة و الزلفي و النجمة .